# Nemomydas dominicanus
Nemomydas dominicanus är en tvåvingeart som beskrevs av Boris C. Kondratieff och Perez-gelabert 2004. Nemomydas dominicanus ingår i släktet Nemomydas och familjen Mydidae. Inga underarter finns listade i Catalogue of Life.